# Consell comunal d'Esch-sur-Alzette
El consell comunal d'Esch-sur-Alzette (francès: Conseil communal d'Esch-sur-Alzette) és el consell local de la municipi d'Esch-sur-Alzette, al sud-oest de Luxemburg.
És constituït per dinou membres, escollits cada sis anys mitjançant representació proporcional. Les darreres eleccions es van realitzar el 9 d'octubre de 2005, va donar lloc a una victòria del Partit Socialista dels Treballadors (LSAP). Al collège échevinal, va formar coalició amb el partit Els Verds, sota el lideratge de l'alcalde Lydia Mutsch del LSAP.
| Partit                                                                | Partit                                     | Escons | Regidors |
| --------------------------------------------------------------------- | ------------------------------------------ | ------ | --- |
|                                                                       | Partit Socialista dels Treballadors (LSAP) | 9      | Jeanne Becker, Daniel Codello, Henri Hinterscheid, Lydia Mutsch, John Snel, Vera Spautz, Jean Tonnar, Paul Weidig, Everard Wohlfahrt |
|                                                                       | Partit Popular Social Cristià (CSV)        | 5      | Mady Hannen, Annette Hildgen, Francis Maroldt, Roger Roller, André Zwally                                                            |
|                                                                       | Els Verds                                  | 2      | Félix Braz, Jean Huss |
|                                                                       | Partit Democràtic (DP)                     | 1      | Pierre-Marc Knaff |
|                                                                       | L'Esquerra                                 | 1      | André Hoffmann |
|                                                                       | Independent                                | 1      | Aly Jaerling |
| Font:Ville de Esch-sur-Alzette Arxivat 2007-09-26 a Wayback Machine.> |                                            |        | |